# Ji Cheng
Ji Cheng (chinês tradicional: 計成, chinês simplificado: 计成, pinyin: Jì Chéng; Harbin, 15 de julho de 1987) é um ciclista chinês, que compete como profissional desde 2006. Atualmente, corre para a equipe Giant-Alpecin. No Tour de France 2014, ele foi o último na classificação geral, o lanterne rouge.